# Österlen Fotbollförening
L'Österlen Fotbollförening, noto semplicemente come Österlen FF, è una società calcistica svedese con sede a Brantevik.

## Storia
L'Österlen FF è un club nato nel 2014, dalla fusione di Branteviks IF, Skillinge IF e Rörums.
Durante la stagione 2020, l'Österlen è stato incoronato campione della Divisione 2, quarto livello del calcio svedese, e per la prima volta nella sua storia è stato promosso nella Ettanfotboll
Nel 2020, inoltre, la società ha tesserato l'ormai trentenne Freddy Adu, anche se il suo contratto è stato rescisso dopo un solo mese.

## Strutture

### Stadio
Disputa le partite interne allo Skillinge IP.

## Palmarès

### Competizioni nazionali
- Division 2: 1

2020